# Бигль (кратер)
Бигль (англ. Beagle) — относительно крупный марсианский ударный кратер, расположенный на плато Меридиана.

## География
Кратер расположен на обширной равнинной местности, получившей названия плато Меридиана. Координаты кратера — 2°02′31″ ю. ш. 5°30′27″ з. д. / 2,0422111° ю. ш. 5,5075222° з. д.. Кратер находится в 1694 м юго-восточнее от кратера Эребус и в 870 м восточнее крупного кратера Виктория. Недалеко, западнее от него находится два небольших кратера — Уэйко (в 85 м) и Бета (в 33 м).

## Исследования кратера
Диаметр кратера составляет порядка 35 метров. Кратер посетил марсоход «Оппортьюнити» и в промежуток времени 30 июля — 12 августа 2006 года (894—906 сол) занимался его изучением. В этот период времени ровер делал панорамные снимки кратера и близлежащей местности, использовал буровой инструмент (RAT) на горных обнажениях, результат работы которого был заснят при помощи микрокамеры, изучал геологический характер поверхности при помощи панорамной камеры (спектроскопические измерения), которая фотографирует с использованием различных светофильтров, а также предпринимал попытки запечатлеть марсианские облака, которые успехом не увенчались. Помимо этого ровер использовал свой миниатюрный тепловой эмиссионный спектрометр (Mini-TES). Исследования проводились с целью определить состав пород, а также определить, был ли кратер Бигль сформирован в поверхности плато Меридиана, или в «одеяле» выбросов обломочного материала ударного кратер Виктория. Внутрь кратера марсоход не заезжал. Хотя со спутниковых снимков данный кратер выглядит довольно-таки молодым, но после непосредственного осмотра кратера марсоходом стало ясно, что он является умеренно эродированным кратером. Стенки кратера осели, а центр кратера заполнен песчаными дюнами. Однако стенки кратера всё ещё остаются немного приподнятыми, и в нескольких местах (например, на внутреннем левом крае), горные обнажения по всей видимости, сохранились непосредственно внутри кратера. Вокруг и внутри кратера разбросано множество горной породы, которая была выброшена при ударе, сформировавший этот кратер. Эта мелкозернистая поверхность во многом схожа с поверхностью, которая наблюдалась «Оппортьюнити» и ранее на плато Меридиана. Многие из этих пород были сглажены ветровой эрозией. Ветровая эрозия также образует песчаные дюны, которые скапливаются среди горных пород и камней. Анализируя то, насколько засыпан кратер и его края, ученые могут оценить, как долго его поверхность подвергалась эрозии.

## Эпоним
Кратер назван в честь морского судна Бигль, на котором Чарлз Дарвин совершал экспедиции по всему миру. Также этот кратер назван в честь британского спускаемого аппарата Бигль-2, который в 2003 году после успешной посадки на Марс на связь так и не вышел, напоминая нам, какой непростой задачей может быть освоение космоса.
|                                                                    | | |                                                                                    |
| Песчаные дюны внутри кратера Бигль, 10 августа 2006 года (905 сол) | «Оппортьюнити» напротив данного кратера с развёрнутым для исследований манипулятором, 3 августа 2006 года (898 сол) | Первый «взгляд» «Оппортьюнити» на кратер Бигль, 20 июня 2006 года (855 сол). Помимо этого просматриваются Уэйко и Бета | Прощальный «взгляд» «Оппортьюнити» на кратер Бигль, 13 августа 2006 года (907 сол) |